# Bunovo
Bunovo (bulgariska: Буново) är ett distrikt i Bulgarien.   Det ligger i kommunen obsjtina Mirkovo och regionen Sofijska oblast, i den centrala delen av landet, 50 km öster om huvudstaden Sofia.
I omgivningarna runt Bunovo växer i huvudsak lövfällande lövskog. Runt Bunovo är det glesbefolkat, med 13 invånare per kvadratkilometer.